# Terrified (álbum)
Terrified es el séptimo álbum de la banda estadounidense Quiet Riot. Muchas de las canciones incluidas en el disco fueron utilizadas en la banda sonora de la película de Charles Band Dollman vs Demonic Toys. Cuenta con el bajista Kenny Hillery, excompañero de DuBrow y Cavazo en la banda Heat. El baterista Bobby Rondinelli toca en varias canciones.
La canción "Itchycoo Park" es una versión de la agrupación Small Faces.

## Lista de canciones
1. "Cold Day in Hell" - 6:03 (DuBrow, Cavazo, Hillery, Banali)
2. "Loaded Gun" - 6:20 (DuBrow, Cavazo)
3. "Itchycoo Park" - 3:56 (Lane, Marriott)
4. "Terrified" - 4:13 (Arkenstone)
5. "Rude Boy" - 5:50 (DuBrow, Manning)
6. "Dirty Lover" - 5:44 (DuBrow)
7. "Psycho City" - 6:00 (DuBrow, Manning)
8. "Rude, Crude Mood" - 3:45 (DuBrow, Mann-Dude, Paris)
9. "Little Angel" - 3:58 (Arkenstone, Priest)
10. "Resurrection" - 6:10 (Cavazo)
11. "Wishing Well" - 5:27 (bonus track)

## Créditos

### Quiet Riot
- Kevin DuBrow - Voz
- Carlos Cavazo - Guitarras
- Kenny Hillery - Bajo
- Frankie Banali - Batería

### Músicos adicionales
- Bobby Rondinelli - Batería
- Chuck Wright - Coros en "Loaded Gun"
- Sean Manning - Coros en "Cold Day in Hell & Rude Boy"

### Producción
- Kevin DuBrow - Productor
- Ricky DeLena - Productor